# Моска (село)
Мо́ска (осет. Москæ) — село в Ирафском районе республики Северная Осетия — Алания. Входит в состав Стур-Дигорского сельского поселения.

## География
Село расположено на территории национального парка «Алания», по левобережью реки Урух, у её притока Харесидон (Харес), вблизи падения в Харес притока Сури.

## История
Топонимист А. Д. Цагаева пишет, что в осетинском топониме ирон. Москъа может быть выделен и корень мос «гумно», и личное имя, далее цитируя книгу «Древности Нижнего Дона» (М., 1965, с. 17) c «именами эргастериархов Сотериха и Мосха».  

## Фамилии
В селе проживали фамилии ― Бегкаевы, Бегкиевы (Карабугаевы), Габеевы, Гогаевы, Малиевы.

## Население
| 2002 | 2010 | 2021 |
| ---- | ---- | ---- |
| 29   | ↘27  | ↘25  |

## Транспорт
Выезд на автодорогу регионального значения 90 ОП РЗ 90К-004 Чикола-Мацута-Коми-Арт.